# Паспорт Нансена
Па́спорт На́нсена — це міжнародний документ, що посвідчував особу власника, і вперше почав видаватися Лігою Націй для біженців без громадянства.

## Опис
Цей документ був розроблений 1922 року норвежцем Фрітьофом Нансеном, комісаром Ліги Націй у справах біженців. На початках він видавався росіянам, а згодом і іншим біженцям, котрі не могли отримати звичайного паспорта. У 1942 році цей паспорт визнали уряди 52 країн світу і він стався першим переїзним документом для біженців.
Було видано близько 450 000 паспортів Нансена з метою допомогти біженцям без громадянства знайти притулок у належній країні. Цей документ став предтечею для Проїзного документа біженця, ратифікованим Конвенцією ООН про статус біженців 1951 року.
Міжнародний Офіс Нансена з питань біженців отримав 1938 року Нобелівську премію за зусилля в поширенні паспорта Нансена.

## Вимоги
Нансенівський паспорт видавався при двох обов'язкових умовах:
- наявність документів, що засвідчують особу людини, якій видають паспорт;
- наявність документа, що підтверджує, що людина є емігрантом;

## Марки
Платні 5-франкові марки із зображенням Нансена (нансенівські марки) наклеювалися на нансенівські паспорти замість гербів, які символізують владу держави, після сплати внеску і давали законну силу документу. З коштів, зібраних за ці марки, формувався особливий фонд, який використовувався перш за все для полегшення переселення і життя біженців в заокеанських країнах, передусім в Південній Америці. 
Управління цим фондом знаходилося в руках особливого органу в складі представника Ради Ліги Націй і представника Адміністративної ради Міжнародного бюро праці. Емігрантські організації домагалися участі у витрачанні коштів особливого фонду. Х сесія Ліги Націй (вересень 1929) постановила, щоб «частина фонду, утвореного від продажу нансенівські марок, була використана для поповнення фондів, заснованих для надання допомоги біженцям, які заслуговують на допомоги».